# Аксенёнок, Александр Георгиевич
Алекса́ндр Гео́ргиевич Аксенёнок (род. 10 апреля 1942) — советский, российский дипломат. Чрезвычайный и полномочный посол (1993).

## Биография
Сын правоведа Г. А. Аксенёнка (1910—1989). Родился в г. Чёрмоз (ныне в Ильинском районе Пермского края). Окончил Московский государственный институт международных отношений (МГИМО) МИД СССР (1965) и курсы усовершенствования руководящих дипломатических работников при Дипломатической академии МИД СССР (1991). Кандидат юридических наук. Владеет арабским, английским и французским языками.
На дипломатической работе с 1963 года.
- В 1963—1965 годах — переводчик в Посольстве СССР в Ливии.
- В 1966—1968 годах — сотрудник Посольства СССР в Ливане.
- В 1968—1971 годах — сотрудник Посольства СССР в Ираке.
- В 1975—1978 годах — сотрудник Посольства СССР в Египте.
- В 1978—1981 годах — сотрудник Посольства СССР в Йеменской Арабской Республике.
- В 1984—1988 годах — советник-посланник Посольства СССР в Сирии.
- В 1988—1990 годах — главный советник, заместитель начальника — заведующий отделом Управления оценок и планирования МИД СССР.
- С 19 февраля по 25 декабря 1991 года — чрезвычайный и полномочный посол СССР в Алжире[1].
- С 25 декабря 1991 по 4 сентября 1995 года — чрезвычайный и полномочный посол Российской Федерации в Алжире[2].
- В 1995—1996 годах — главный советник Первого европейского департамента МИД России.
- В 1996—1998 годах — посол по особым поручениям МИД России.
- С 11 ноября 1998 по 14 августа 2002 года — чрезвычайный и полномочный посол Российской Федерации в Словакии[3][4].

С 2002 года — на пенсии. В настоящее время является управляющим директором департамента Внешэкономбанка, членом Экспертного совета Комитета Совета Федерации по международным делам.

## Семья
Женат, имеет двоих детей.

## Награды
- Благодарность президента Республики Хорватия (15 января 1998) — за особый вклад в реализация миротворческой миссии Временной администрации ООН на Востоке Славонии, Бараньи и Западной Шри-Ланке (ВАООНВС), а также за активное сотрудничество с хорватскими властями и местным населением, которое успешно положило конец миру реинтеграция хорватского Дуная в конституционный и правовой порядок Республики Хорватия[6].
- Орден Двойного белого креста 2 класса (2002, Словакия).
- Благодарность президента Российской Федерации (21 сентября 2002) — за активное участие в реализации внешнеполитического курса Российской Федерации и многолетнюю добросовестную работу[7].
- Заслуженный работник дипломатической службы Российской Федерации (21 мая 2025) — за большой вклад в реализацию внешнеполитического курса Российской Федерации и многолетнюю добросовестную дипломатическую службу[8].

## Дипломатический ранг
- Чрезвычайный и полномочный посланник 1 класса (19 февраля 1991)[9].
- Чрезвычайный и полномочный посол (18 октября 1993)[10].